# Johann Matthias von Nesselrode-Ehreshoven
Johann Matthias von Nesselrode (* nach 1623; † vor 18. August 1674) war Domherr in Münster.

## Leben

### Herkunft und Familie
Johann Matthias von Nesselrode-Ehreshoven entstammte als Sohn des Matthias von Nesselrode-Ehreshoven (1592–1670) und dessen Gemahlin Maria Elisabeth von Wylich († 1656) dem westfälischen Adelsgeschlecht von Nesselrode. Aus diesem, welches seinen Stammsitz von 1396 bis 1921 im Schloss Ehreshoven hatte, sind zahlreiche Amtmänner und Räte in bergischen Diensten sowie Domherren und Kanoniker hervorgegangen. Johann Matthias hatte sieben Geschwister: Anna Catharina (Kanonisse in Rintrup) und Anna Johanna Sebastiana (⚭ Franz Wessel von der Recke), Franz, Johann Sigismund, Johann Salentin, Johann Bertram und Johann Wilhelm.

### Wirken
Am 6. März 1655 wurde Johann Matthias von seinem Bruder Johann Wilhelm als Domherr präsentiert und nahm am 8. Mai des Jahres Besitz von der münsterschen Dompräbende, die bisher Johann Heinrich von Rhede innehatte. Die Emanzipation fiel auf den 9. Juni 1662, nachdem Johann Matthias das Studienzeugnis der Universität Paris vorgelegt hatte.
Am 19. November 1672 optierte er das Archidiakonat Stadtlohn. Kurz vor seinem Tode verzichtete er auf die Pfründe.